# Ascogaster intensa
Ascogaster intensa är en stekelart som beskrevs av Baker 1926. Ascogaster intensa ingår i släktet Ascogaster och familjen bracksteklar. Inga underarter finns listade.